# Contea di Kempsey
La contea di Kempsey è una Local Government Area che si trova nel Nuovo Galles del Sud. Essa si estende su una superficie di 3.380 chilometri quadrati e ha una popolazione di 29.442 abitanti. La sede del consiglio si trova a Kempsey.